# Hungerbach (Gennach)
Der Hungerbach ist ein Zufluss der Gennach.

## Verlauf
Der Hungerbach entspringt bei Weicht im Landkreis Ostallgäu. Er durchfließt die Gemeinden Jengen, Wiedergeltingen, Amberg und mündet nördlich von Buchloe in die Gennach.

## Zuflüsse
- Kleiner Hungerbach (links)
- Tummelbach (rechts)

## Name
Im Gemeindegebiet von Wiedergeltingen wird der Hungerbach, in Abgrenzung zum Kleinen Hungerbach, auch als Großer Hungerbach bezeichnet.  Wie alle "Hungerbäche" (es gibt diesen Namen in vielen Gemarkungen) führt der Bach nicht das ganze Jahr im ganzen Verlauf Wasser, sondern meist nur während der Schneeschmelze. Nur in besonders feuchten Jahren fließt durchgängig Wasser. Daher kommt auch der Name: Diese sehr feuchten Jahre, waren früher Hungerjahre, da das Getreide auf den noch undrainierten Feldern verfaulte.
Trotz dieses ungleichmäßigen Wasserstands sind noch im 19. Jahrhundert eine Reihe von Mühlen am Hungerbach verzeichnet, davon allein zwei südlich von Wiedergeltingen Richtung Weicht und eine nördlich gegen Amberg.

## Geschichte
Im 19. Jahrhundert mündete der Hungerbach zwischen Lamerdingen und Ettringen in die Gennach. Der Hungerbach war damals um etwa sechs Kilometer länger. Im Jahre 1862 wurden Teile des Hungerbaches auf einer Länge von etwa 1,5 km am Oberlauf bei Weicht ausgebaut und begradigt. Auch in anderen Bereichen wurde der Bachlauf verändert, so zum Beispiel bei den Flurbereinigungen in den 1920er Jahren und 1933 durch die Entwässerungsgenossenschaft in Wiedergeltingen.